# 陡电街道
陡电街道，是中华人民共和国河北省唐山市开平区下辖的一个乡镇级行政单位。

## 行政区划
陡电街道下辖以下地区：
陡电社区虚拟社区。